# Rothhaus
Rothhaus (polnisch Osiny, schlesisch Rothaus) ist eine Ortschaft in Oberschlesien. Das Dorf liegt in der Gemeinde Comprachtschütz im Powiat Opolski der Woiwodschaft Opole in Polen.

## Geographie

### Geographische Lage
Das Straßendorf Rothhaus liegt zwei Kilometer nordöstlich vom Gemeindesitz Comprachtschütz und sieben Kilometer südwestlich von der Kreisstadt und Woiwodschaftshauptstadt Opole (Oppeln). Rotthaus liegt in der Nizina Śląska (Schlesischen Tiefebene) innerhalb der Równina Opolska (Oppelner Ebene). Durch den Ort fließt der Bach Prószkowski Potok. Südlich des Dorfes verläuft die Bahnstrecke zwischen Oppeln und Neisse.

### Nachbargemeinden
Nachbarorte von Rothhaus sind im Nordosten Chmiellowitz (Chmielowice), im Südosten Dziekanstwo (Dziekaństwo) und im Südwesten Comprachtschütz (Komprachcice).

## Geschichte

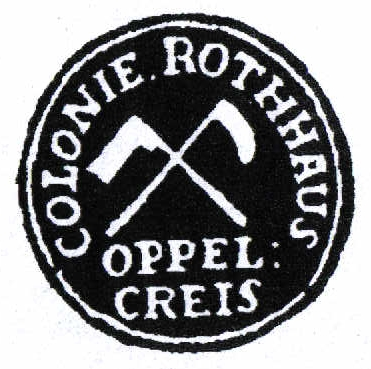
Altes Siegel von Rothhaus

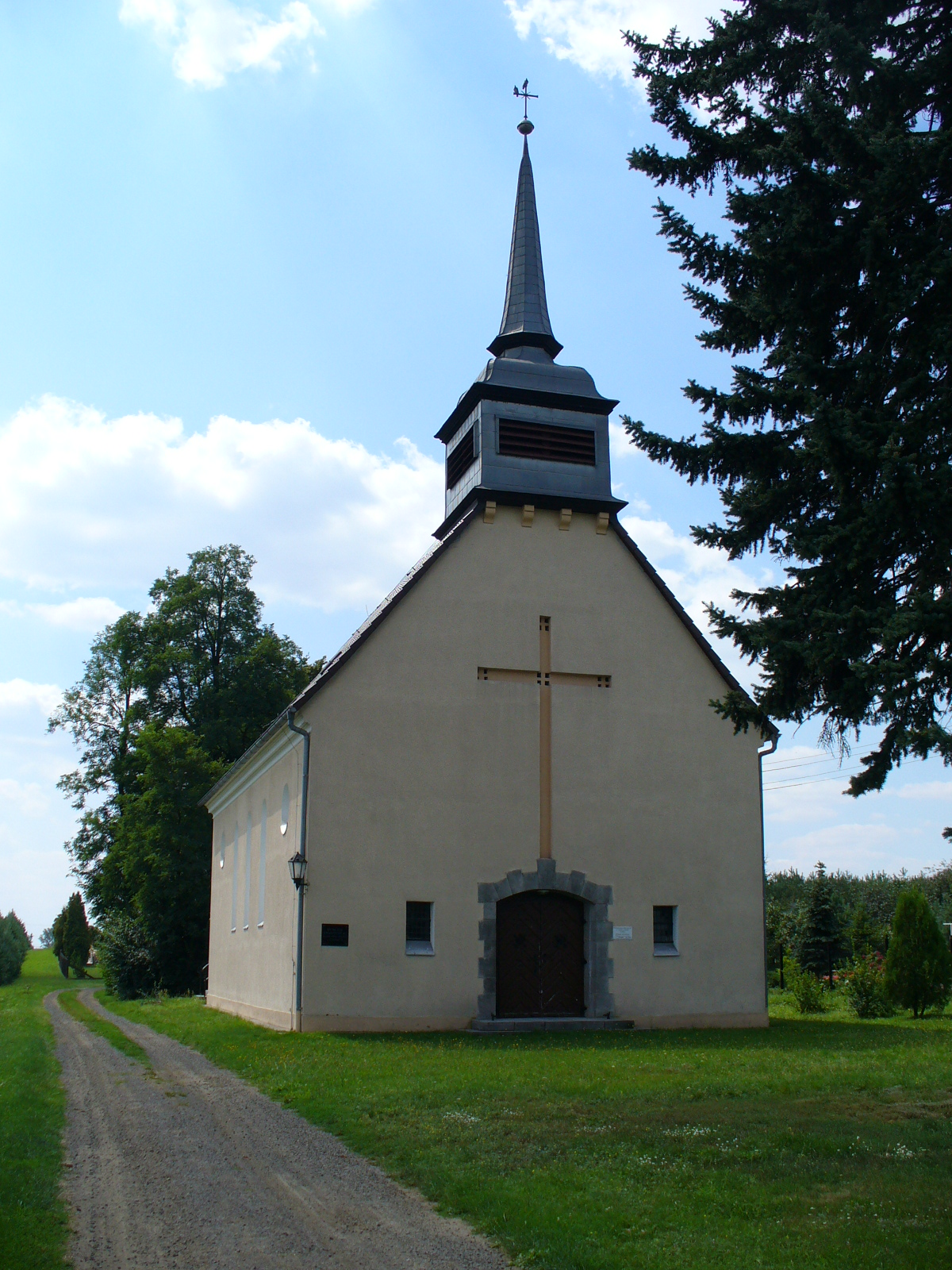
Evangelische Kirche in Rothhaus

Nach dem Ersten Schlesischen Krieg 1742 fiel Polnisch Neudorf mit dem größten Teil Schlesiens an Preußen.
Nach der Neuorganisation der Provinz Schlesien gehörte die Landgemeinde Polnisch Neudorf ab 1816 zum Landkreis Oppeln im Regierungsbezirk Oppeln. 1845 bestand das Dorf aus 12 Häusern. Im gleichen Jahr lebten in Rothhaus 71 Menschen, davon neun evangelisch. 1861 zählte der Ort 97 Einwohner. Der Ort gehörte zur Pfarrei in Comprachtschütz, die Schüler waren nach Chmiellowitz eingeschult. 1874 wurde der Amtsbezirk Chmiellowitz  gegründet, zu dem Rothhaus eingegliedert wurde.
Bei der Volksabstimmung in Oberschlesien am 20. März 1921 stimmten 170 Wahlberechtigte für einen Verbleib bei Deutschland und 25 für Polen. Rothhaus verblieb beim Deutschen Reich. 1933 lebten im Ort 529 Einwohner. 1939 hatte der Ort 659 Einwohner. Bis 1945 befand sich der Ort im Landkreis Oppeln.
1945 kam der bisher deutsche Ort unter polnische Verwaltung und wurde zunächst in Rotuz umbenannt und der Woiwodschaft Schlesien angeschlossen. Kurze Zeit darauf wurde der Name in Osiny geändert. 1950 kam der Ort zur Woiwodschaft Oppeln. 1999 kam der Ort zum wiedergegründeten Powiat Opolski. Am 1. Dezember 2009 erhielt der Ort zusätzlich den amtlichen deutschen Ortsnamen Rothhaus.

## Sehenswürdigkeiten
- Die evangelische Gustav-Adolf-Kirche (poln. Kościół ewangelicki Gustawa Adolfa) wurde in den 1930er Jahren errichtet.[7]